# Clytocerus excelsior
Clytocerus excelsior är en tvåvingeart som beskrevs av Duckhouse 1987. Clytocerus excelsior ingår i släktet Clytocerus och familjen fjärilsmyggor.
Artens utbredningsområde är Malawi. Inga underarter finns listade i Catalogue of Life.